# Thaumatosmylus
Thaumatosmylus is een geslacht van insecten uit de familie van de watergaasvliegen (Osmylidae), die tot de orde netvleugeligen (Neuroptera) behoort.

## Soorten
- T. delicatus Banks, 1931
- T. diaphanus (Gerstäcker, 1894)
- T. hainanus C.-k. Yang, 2002
- T. ornatus Nakahara, 1955
- T. punctulosus C.-k. Yang, 1999
- T. raoengensis New, 1991
- T. umbratus New, 1991